# 용감한 미하이
《용감한 미하이》(Mihai Viteazul , Michael the Brave)는 이탈리아에서 제작된 세르지우 니콜라에스쿠 감독의 1971년 액션, 드라마, 전쟁 영화이다. 암자 펠리아 등이 주연으로 출연하였다. 이 영화는 1970년에 루마니아에서 개봉되었으며 컬럼비아 픽처스에 의해 The Last Crusade라는 제목으로 전 세계에 개봉되었다.

## 출연

### 주연
- 암자 펠리아
- 이온 베소이우
- 올가 투도라체